# 青木朋
青木 朋（あおき とも、12月19日 - ）は、日本の女流漫画家。歴史（昭和史、三国志、清朝など）、ミステリー、ファンタジーなどの要素が融合した漫画作品を発表している。

## 経歴・人物
群馬県前橋市出身。京都府立大学文学部歴史学科日本史専攻。
1994年にデビュー。自作『意中の人』が小学館新人コミック大賞に入選。自身では、「漫画賞にひっかかって、親に「漫画家になりたい」とカムアウトするまでは、博物館に勤めたいと公言していました」と語っている。好きな言葉は「笑う門には福来たる」。
現在は東京都を拠点に漫画家として活動中。

## 作品リスト
- 『ふしぎ道士伝八卦の空』秋田書店〈ボニータコミックスα〉全5巻
  1. 2006年5月発行、ISBN 4-253-09791-X
  2. 2006年10月発行、ISBN 4-253-09792-8
  3. 2007年7月発行、ISBN 978-4-253-09793-2
  4. 2008年3月発行、ISBN 978-4-253-09794-9
  5. 2008年11月発行、ISBN 978-4-253-09795-6
- 『龍陽君始末記』秋田書店〈ボニータコミックス〉全3巻
  1. 2009年7月発行、ISBN 978-4-253-09477-1
  2. 2010年1月発行、ISBN 978-4-253-09478-8
  3. 2010年6月発行、ISBN 978-4-253-09479-5
- 『真机上の九龍』新潮社〈BUNCH COMICS〉全3巻（原作：長崎尚志）
  - （上巻）2009年8月発行、ISBN 978-4-10-771504-3
  - （中巻）2009年8月発行、ISBN 978-4-10-771505-0
  - （下巻）2009年9月発行、ISBN 978-4-10-771506-7
- 『幇間探偵しゃろく』小学館〈ビッグコミックス〉全3巻（作：上季一郎、）
- 『三国志ジョーカー』秋田書店〈ボニータコミックス〉全5巻
  1. 2010年12月発行、ISBN 978-4-253-09787-1
  2. 2011年4月発行、ISBN 978-4-253-09758-1
  3. 2011年8月発行、ISBN 978-4-253-09759-8
  4. 2012年8月発行、ISBN 978-4-253-09760-4
  5. 2012年12月発行、ISBN 978-4-253-09766-6
- 『天空の玉座』秋田書店〈ボニータコミックス〉全11巻
  1. 2013年9月13日発売[5]、ISBN 978-4-253-26221-7
  2. 2014年4月16日発売[6]、ISBN 978-4-253-26222-4
  3. 2014年11月14日発売[7]、ISBN 978-4-253-26223-1
  4. 2015年4月16日発売[8]、ISBN 978-4-253-26224-8
  5. 2015年9月16日発売[9]、ISBN 978-4-253-26225-5
  6. 2016年6月16日発売[10]、ISBN 978-4-253-26226-2
  7. 2017年1月16日発売[11]、ISBN 978-4-253-26227-9
  8. 2017年7月14日発売[12]、ISBN 978-4-253-26228-6
  9. 2018年1月16日発売[13]、ISBN 978-4-253-26229-3
  10. 2018年7月13日発売[14]、ISBN 978-4-253-26230-9
  11. 2019年1月16日発売[15]、ISBN 978-4-253-26257-6
- 『土砂どめ奉行ものがたり』双葉社〈アクションコミックス〉、2014年11月20日発売[16]、ISBN 978-4-575-84531-0 - 旧題は『山の奉行ものがたり』
- 『月（ルナ）は囁く』小学館〈ビッグコミックス〉全2巻（原作：宮﨑克） 
  - （上巻）2015年12月28日発売[17]、ISBN 978-4-09-187356-9
  - （下巻）2015年12月28日発売[17]、ISBN 978-4-09-187356-9
- カラフル!!〜知ってほしいLGBT〜（原案協力：遠藤まめた、『しんぶん赤旗』日曜版 2018年1月7日号 - 12月23日号)
- 『天上恋歌〜金の皇女と火の薬師〜』秋田書店〈ボニータコミックス〉既刊11巻（『ミステリーボニータ』2020年4月号 - 連載中）